# Rosolino Pilo
(Epigrafe di Mario Rapisardi)
Rosolino Pilo, o Rosalino Pilo (Palermo, 15 luglio 1820 – San Martino delle Scale, 21 maggio 1860), è stato un patriota italiano.

## Biografia
Quartogenito del conte di Capaci, Gerolamo, della famiglia Pilo, e di Antonia Gioeni dei principi di Bologna e di Petrulla, fu un patriota italiano. All'anagrafe era stato registrato come Rosolino, ma egli si firmò sempre Rosalino.
Nel 1831 fu inviato a studiare a Roma in un collegio religioso. Tornato a Palermo nel 1840, nel 1845 fu protagonista di una protesta antiborbonica a Palermo e fu perciò allontanato dalla città per alcuni mesi.

### La rivoluzione siciliana del 1848-49
Fu il promotore con Giuseppe La Masa della rivolta palermitana che provocò la rivoluzione siciliana del 1848 contro il regime borbonico. Quando i liberali si impadronirono della città, tenne il comando delle batterie e delle artiglierie palermitane sino al momento in cui la città fu costretta a capitolare.
Il 14 gennaio 1848 venne costituito il Comitato Generale della Rivoluzione, che venne diviso in quattro sottocomitati. Rosolino venne chiamato a far parte del secondo sottocomitato della guerra, presieduto dal Principe di Pantelleria. Il generale Giacomo Longo, direttore generale delle artiglierie al Ministero di Guerra e Marina del nuovo regno, conferì a Pilo la nomina a comandante delle artiglierie di Palermo il 28 marzo 1848.
(Estratto dall'atto di nomina)
Pilo partecipò attivamente ai combattimenti: il 16 gennaio 1849 combatté presso il Monte Pietà e, poi, fuori Porta Maqueda. Il 4 febbraio le truppe rivoluzionarie conquistarono il forte di Castellammare; dopo 24 giorni di continue lotte, l’esercito borbonico lasciò Palermo, cui seguì la liberazione di gran parte dell’isola. Si cominciò quindi a discutere sul tipo di governo da mettere a capo della Sicilia: i nobili volevano un regno indipendente con la Costituzione del 1812; Pilo, invece, con Giacinto Carini votò per una commissione che aveva il compito di esaminare il problema costituzionale e di proporre la forma di governo più adatta. In questo periodo, Pilo fu uno degli ispiratori del giornale “La Democrazia” e manifestò le sue idee repubblicane

### L'esilio
Con la repressione e il fallimento dei moti nel maggio 1849, Rosolino Pilo partì esule verso Marsiglia, e poi per Genova. Qui frequentò Giuseppe Mazzini e, grazie all'amicizia con la famiglia Orlando, riallacciò i contatti con gli altri esuli siciliani e conobbe e si innamorò di Rosetta Borlasca.
Durante i moti falliti del 1853 a Milano, Rosolino Pilo era a Torino per coprire la fuga dei cospiratori che cercavano di espatriare. Qui conobbe Giuseppe Piolti, agente mazziniano del quale non condivideva i propositi di agitazione di piazza. Pilo era più propenso alla guerriglia e, nell'estate 1856, iniziò i contatti con Carlo Pisacane per aprire un fronte rivoltoso in Sicilia.
Ai primi di dicembre dello stesso anno Rosolino Pilo salpò da Genova su un piroscafo inglese diretto a Malta con l'intento di unirsi alla rivolta capeggiata dal barone Francesco Bentivegna. Ma, arrivato a Malta, seppe del fallimento del tentativo e non poté far altro che ritornare a Genova.
A Genova incontrò Carlo Pisacane, aderendo con entusiasmo al suo progetto di guerriglia che sarebbe partito da Sapri per sollevare la Campania e giungere a Napoli.
Un primo tentativo si ebbe il 6 giugno 1857; Pilo si imbarcò su un battello diretto verso l'isola di Montecristo con diversi guerriglieri e con il carico delle armi utili alla spedizione, precedendo la partenza di Carlo Pisacane. L'intesa con Pisacane prevedeva il loro ricongiungimento sull'isola. Durante la traversata, però, fu travolto da una tempesta che lo costrinse, per alleggerire lo scafo, a gettare fuoribordo l'armamento. Pilo dovette far quindi ritorno a Genova per avvisare gli altri cospiratori e non compromettere l'intera missione.
Il tentativo definitivo iniziò con la partenza di Pisacane e i suoi, il 25 giugno. Pilo si occupò nuovamente del trasporto delle armi e partì il giorno dopo a bordo di alcuni pescherecci, con l'accordo di unirsi a Pisacane successivamente. Ma, anche questa volta, per sfortuna o per inesperienza come navigatore, Pilo finì per sbagliare rotta e, non potendo più raggiungere Pisacane, tornò a Genova, lasciandolo senza i rinforzi e le armi che erano a lui necessarie. A Genova, Pilo e Mazzini non poterono altro che attendere fiduciosi notizie dal sud Italia. Il governo piemontese, nel frattempo, attuò misure repressive nei confronti dei cospiratori e Mazzini dovette far ritorno a Londra, mentre Pilo riuscì a rifugiarsi a Malta.

### In Sicilia per la rivolta della Gancia
Alla notizia di insurrezioni popolari a Palermo e alle prime voci di una possibile spedizione di Giuseppe Garibaldi, il 28 marzo 1860 Rosolino si affrettò a tornare nella sua Sicilia e insieme a Giovanni Corrao si imbarcò a Genova sulla tartana “Madonna del Soccorso”, comandata da Raffaello Motto, e sbarcò il 10 aprile a Messina incontrandosi con esponenti della borghesia locale ostile ai Borboni. 
Appresa della Rivolta_della_Gancia iniziò una marcia verso Palermo e, giunto a Carini il 18 aprile arringò i patrioti locali dopo la loro sconfitta in quello che passò alla storia come lo scontro di Carini. Si ritirò quindi con i superstiti il 20 aprile a Piana dei Greci, dove venne organizzato un gruppo di volontari di un migliaio di uomini.

### Con Garibaldi e la morte

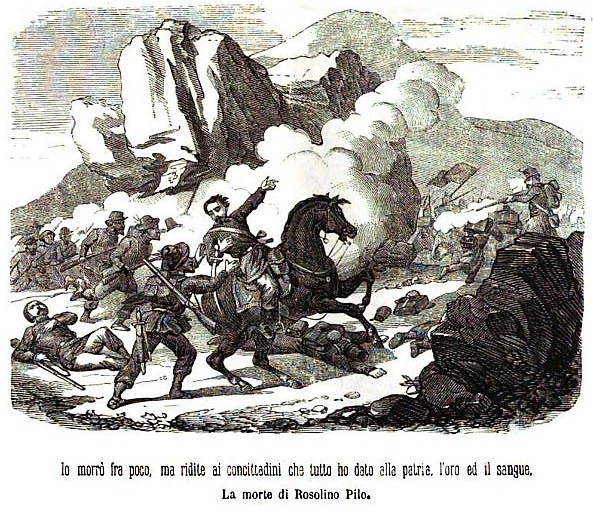
Morte di Rosolino Pilo

Dopo la sbarco a Marsala dei Mille, il 18 maggio venne a conoscenza della vittoria nella battaglia di Calatafimi. Da Salvatore Calvino ricevette una lettera di Garibaldi che lo informava che marciava verso Palermo e lo invitava a svolgere azioni diversive contro le truppe borboniche. Così fece e con Giovanni Corrao impegnò le truppe borboniche a San Martino delle Scale; contemporaneamente alla colonna garibaldina che marciava su Palermo, avanzò dal lato opposto verso la città, ma, in uno scontro a fuoco, il 21 maggio fu colpito da una pallottola alla testa. 
Cadde sei giorni prima della conclusione dell'insurrezione di Palermo del maggio 1860, presso il monte delle Neviere di San Martino delle Scale.

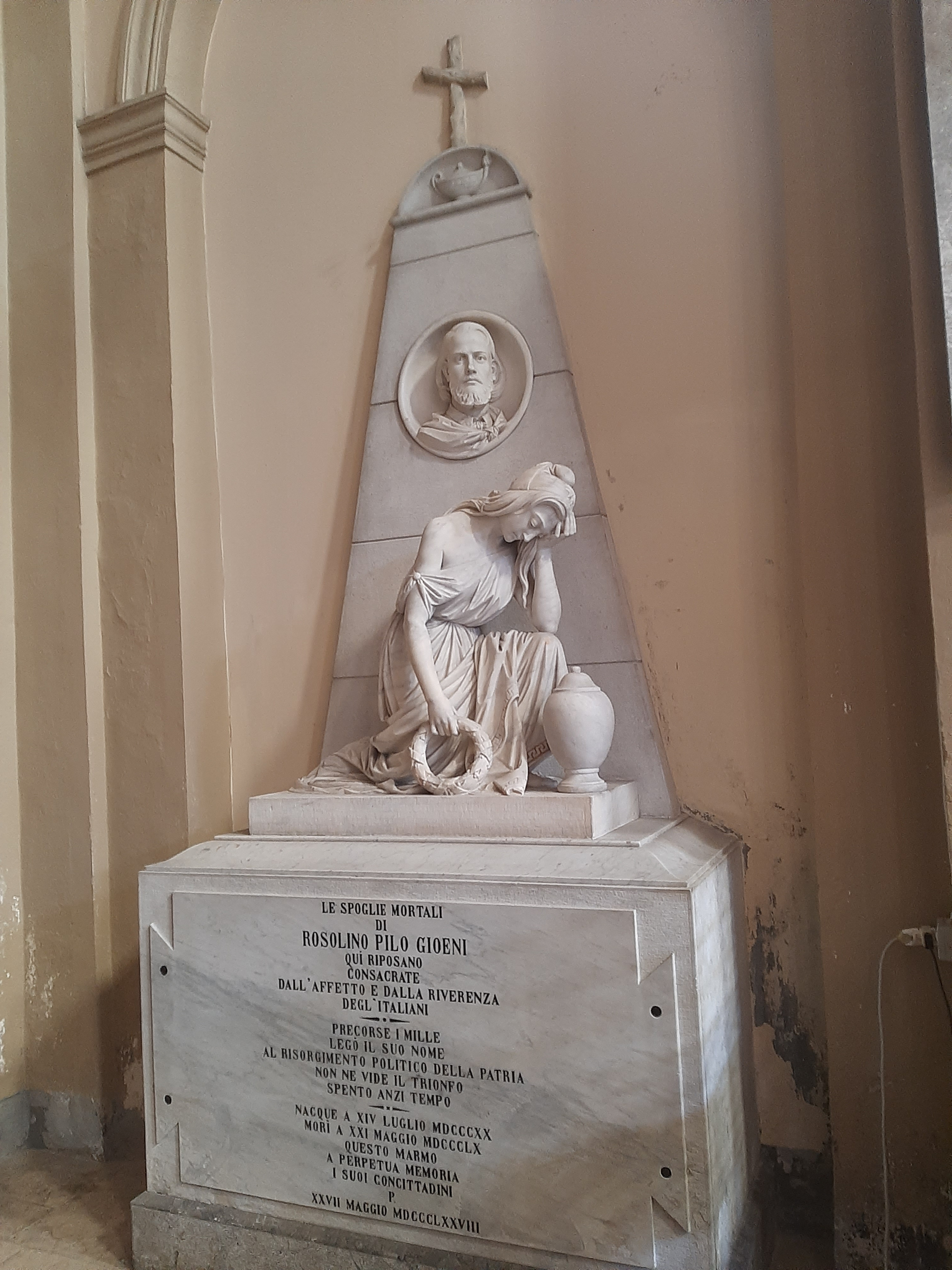
Tomba di Rosolino Pilo nella Chiesa di san Domenico a Palermo

Il 24 agosto 1860 la salma fu traslata dall'abbazia di San Martino delle Scale (dove era stato sepolto nella cappella centrale di San Gregorio a cura dell'abate del convento di S. Martino, padre Luigi Castelli dei Principi di Torremuzza, legato da vincoli di parentela con lo stesso Pilo), alla chiesa di San Domenico, il "pantheon" di Palermo. Un monumento dello scultore Rosario Bagnasco gli fu eretto nel 1878; inoltre un cippo onora la sua memoria presso la Villa Garibaldi di piazza Marina a Palermo ed ancora, proprio sul luogo della sua morte, sotto la più alta cima del Monte delle Neviere, fu eretto un monumento in suo onore.
Il Gran maestro del Grande Oriente d'Italia Ernesto Nathan, in un discorso del 21 aprile 1918 al Teatro Costanzi in Roma, ne rivelò l'appartenenza alla Massoneria.

## I rapporti epistolari di Pilo
Rosolino Pilo, dopo essere divenuto Comandante delle Artiglierie di Palermo, rafforzò il suo legame con Giuseppe La Farina, ministro della guerra, al quale scrisse una lettera datata 17 dicembre 1848, nella quale metteva in evidenza il suo “intento al prosperamento del suo Paese e non al beneficio personale”: 
A Giuseppe La Farina 
ministro della guerra
"Eccellenza, Rosolino Pilo Gioeni Maggiore Direttore del Materiale dell’Artiglieria sempre uguale a se stesso, e quindi intento al prosperamento del suo Paese, e non al beneficio personale, venuto a conoscenza d’essere alla finfine arrivati in questa abilissimi, ed onesti Ufficiali d’Artiglieria capaci a potere assumere forza con miglior vantaggio della Sicilia l’amministrazione della Direzione del Materiale d’Artiglieria, volendo giusta i suoi principi arrecare utile al Paese che ardentemente spera fra non guari vedere libero, e ciò per effetto d’una truppa nazionale bene, e sollecitamente organizzata; si permette di pregare l’E. V. affinché accetti la sua rinunzia al posto che per lo corso di mesi dieci ha sostenuto s’augura con soddisfazione del Governo per come le varie ministeriali del dipartimento della guerra ha avuto luogo d’osservare, e ciò con quei pochi mezzi che si ha avuti non essendosi mai risparmiato di adempire alla meglio con solerzia, ed estrema scrupolosità i difficilissimi incarichi affidatagli dal Governo in tempi tanto scabrosi, per come l’attuale Sig. Ministro della guerra unitamente ad una Commissione del Consiglio della Guardia Nazionale ha avuto luogo di osservare ieri in una ispezione fatta alle Conserve di polvere, ed Arsenale ove grazie al Cielo con tutti gli esperimenti fatti il tutto si rivenne per come doveasi sotto la Direzione d’un onesto cittadino. Tale rinunzia viene inoltrata onde l’esponente togliersi oramai un peso enorme che solo per amore della liberta della Patria ha voluto sostenere alla meglio. Finalmente in compenso dei pochi servizi prestati alla Nazione addimanda di venirgli rilasciato dal Governo un attestato di soddisfazione di tutto quanto l’esponente ha praticato sin dal giorno 13 gennaio 1848 da quando conta aver preso parte attiva con altri pochi generosi nella gloriosa rivoluzione Siciliana, e l’onore di vestire l’uniforme di Maggiore d’Artiglieria accordatogli il 18 febbraio 1848, dal Comitato Generale ad una unanimità di voti come rilevasi dal diploma portante la su indicata data.
Tanto spera."
La fama di Rosolino Pilo valicò i confini dell'Italia, come dimostra la lettera scritta nel 1853 da Lajos Kossuth, nazionalista ungherese dell'ala democratica radicale che combatté per l'indipendenza dell'Ungheria dall'Austria nel 1848.
Pilo e Kossuth, patrioti di differenti nazioni europee lontane tra loro, si avvicinarono allo stesso desiderio indipendentista.
L'ideale di libertà rende fratelli, secondo Kossuth, tutti coloro che si sentono oppressi.
La lettera di Kossuth
Londra 1 luglio 1853
La solidarietà della causa della libertà deve riunire come fratelli tutti coloro che si sentono oppressi, e li chiama ad aiutarsi come fratelli. Io sono animato da uno di questi principi e per questi sono pronto ad agire tutta la vita. Devo ancora dire che oltre a questo principio di fratellanza (abbastanza forte già da solo) c'è ancora un sentimento molto vivo di simpatia, di stima e di affetto particolare che mi lega alla Sicilia. Io l'ho vista soltanto da lontano a bordo della fregata Mississipì una notte dallo stretto di Messina, ma io la amo la vostra Sicilia; io credo che quando i tuoni della libertà esploderanno in Europa, risveglieranno un'eco potente in Sicilia; è anche possibile che sia ancora la Sicilia ad avere la gloria di aver fatto esplodere il primo colpo. Chi può dirlo? Ancora oggi un povero esiliato, privato dei mezzi, forte soltanto della mia volontà incrollabile, che mi impedisce di curvarmi sotto il peso delle mie sfortune, domani forse potrò aiutare effettivamente la Sicilia e offrire a voi patrioti della Sicilia ciò che vi manca per assicurarvi la possibilità di vittoria. Tale è la condizione del mondo e tali sono le mie relazioni. Io non dico che sia certo, ma dico che è possibile. Vorrei dunque essere messo in contatto diretto con i patrioti della Sicilia per scambiarci i nostri punti di vista per sapere se la mia cooperazione è richiesta, per vedere se la mia cooperazione può essere loro utile e per far sapere a loro in seguito ciò che io penso di poter offrire. Il colonnello Türr mi ha detto che grazie al vostro intervento che questi rapporti confidenziali potranno essere intrattenuti. È a tal parere che io vi prego di voler bene attribuire queste linee. Voi ne metterete a parte i capi del partito nazionale della Sicilia se lo riterrete opportuno; altrimenti brucerete questo biglietto. E loro a loro volta sapranno cosa fare per entrare in rapporto diretto con me, se vogliono onorarmi della loro fiducia; se no mi faranno almeno la giustizia di guardare queste aperture come una prova della mia stima e della mia simpatia. Saluti e fratellanza.

## Onorificenze
Gli fu conferita, il 30 settembre 1862, la medaglia d'oro al valor militare alla memoria con la seguente motivazione: